# Carl von Moers
Carl von Moers (n. 9 decembrie 1871, Neuwied, Renania-Palatinat, Germania – d. 26 mai 1957) a fost un sportiv ce a reprezentat Germania, medaliat olimpic. A participat la o ediție a Jocurilor Olimpice (1912) în care a câștigat o medalie de argint.

## Participări
Lista de mai jos prezintă principalele competiții la care a participat Carl von Moers de-a lungul carierei.
- equestrian at the 1912 Summer Olympics – team eventing[*]